# Долгий млечный путь
«Долгий млечный путь» — советский фильм 1983 года снятый на киностудии «Казахфильм» режиссёром Амангельды Тажбаевым.

## Сюжет
1944 год. Для оказания помощи Донбассу, только что освобождённому от нацистов, принято решение перегнать из Казахстана крупный рогатый скот.
Для перегона собирается довольно разношерстная группа погонщиков — разные по характеру пастухи-скотоводы и их жёны-доярки, среди которых демобилизованный фронтовик-сапёр старший сержант Камбар и его жена Айша, к ним затёсывается жулик Малик — балагур, весельчак и «собственник» — в составе стада он тайком ведёт свою корову в Донбасс для выгодной продажи. Возглавляет перегон молоденький лейтенант НКВД, рвущийся на фронт и «выторговший» себе право вступить в действующую армию в обмен на согласие руководить перегоном до Донбасса.
Предстоит путь на три с половиной тысяч километров по дорогам ещё неоконченной войны. В пути за скотом нужно ухаживать, поить и кормить, коров нужно доить. 

сюжетные перипетии перегона намеренно лишены особой сложности, прежде всего заложенной в ощущение реальной близости войны и тыла, кажущегося спокойствия природы и обнаженного горя поруганной земли. В ленте соседствуют приволье степи и обездоленность каждой из встречающихся деревень, радость женщины, участвующей в нелегком перегоне рядом с мужем перед его очередным уходом на фронт, и натруженные руки, выдаивающие молоко измученных коров на растрескавшуюся землю (драматическая перекличка с аналогичными кадрами из русского фильма «Матерь человеческая»).
Перегон труден для людей и животных. И даже тыловые дороги таят опасность: банда из дезертиров и уголовников видит в стаде лакомую, и как им кажется, лёгкую добычу…
Несмотря ни на что задача будет выполнена: ценой огромного труда и даже своей жизни, погонщики доведут скот для ждущих помощь жителей Донбасса. 
И даже циник Малик, намеревавшийся продав свою корову в десять раз дороже цены, понимая какую действительно цену пришлось заплатить за то, чтобы она оказалась на Донбассе, и что коровы здесь не товар, а сама жизнь — кормилица для разорённых людей из сожжённых нацистами сёл, дарит свою корову сиротам из детдома.

## Реальная основа
Фильм основан на реальных событиях. Идеей для сценария стало сообщение в номере военного времени газеты «Правда» о томе, что: « в 1944 году 5 человек из Казахстана на Украину загнали 12 000 голов коров». Сценаристы удивились — такое число коров невозможно перегнать силами пяти человек даже на небольшое расстояние, и стали искать документы. Оказалось, что перегон действительно был, но проводили его 647 человек скотоводческого хозяйства, которые прошли специальную подготовку в Кустанае, и только потом в течение двух месяцев осуществляли перегон.

## В ролях
- Джамбул Худайбергенов — Камбар, старший сержант, сапёр, фронтовик
- Амангельды Тажбаев — Тураш
- Жанна Керимтаева — Айша, жена Камбара
- Мейрман Нурекеев — Малик
- Пётр Солдатов — Степан
- Сатыбалды Куанышбаев — Алимбай
- Жанат Акпергенов — Бораш
- Даурен Медетбаев — Тулеген
- Гульзия Бельбаева — жена Малика
- Гавриил Бойченко — эпизод
- Бикен Римова — эпизод
- Лев Тёмкин — эпизод
- Димаш Ахимов — председатель колхоза

## Критика
При анализе картины «Долгий млечный путь» нетрудно заметить, с каким воодушевлением А. Тажбаев работает над интересно выписанными эпизодами, текстом, и в то же время сам он невольно, в силу веры в материал, забывает подправить недостающие в них элементы. Характеры имели возможность раскрыться глубже в эпизодах встреч гуртовщиков по пути следования. Ограничение довольно однообразным набором сценок, творчески одинаково демонстрирующих картины народного бедствия, приближают эти эпизоды к житейскому правдоподобию, но от правды искусства их отделяет недостаток художественного осмысления.

## Фестивали и награды
- 1984 — ХVII Всесоюзный кинофестиваль — специальный диплом жюри, диплом режиссёру и приз Союза писателей Украинской ССР «За убедительное воплощение темы дружбы братских народов».